# Hyazinth Graf Strachwitz
Hyazinth Graf Strachwitz, właściwie Hyazinth Graf Strachwitz von Groß-Zauche und Camminetz, zwany Pancernym Hrabią (ur. 30 lipca 1893 w Groß Stein, zm. 24 kwietnia 1968 w Trostbergu) – niemiecki arystokrata, wojskowy i bojówkarz, hrabia, generał porucznik rezerwy, SS-Standartenführer, oficer wojsk pancernych, dowódca Pułku Pancernego Großdeutschland. Weteran I i II wojny światowej, rewolucji listopadowej i powstań śląskich.

## Życie i kariera
Ukończył szkołę wojenną w Berlinie i w 1912 został przydzielony do pułku gwardii jako oficer. Już na początku I wojny światowej jako młody oficer został wzięty do niewoli i spędził w niej czas do końca wojny. Po jej zakończeniu czynnie uczestniczył w formowaniu niemieckich oddziałów zbrojnych na Górnym Śląsku, w republikańskiej Rzeszy Niemieckiej, będąc aktywistą Freikorps. W III powstaniu śląskim był dowódcą batalionu i walczył w okolicach góry Św. Anny. Według Zyty Zarzyckiej z tego okresu miał pochodzić zarzut zabójstwa jeńców polskich wziętych do niewoli pod Górą św. Anny. Ofiary z rozkazu hrabiego miano wrzucić żywcem do nieczynnej studni w kamienieckim zamku. Po podziale Górnego Śląska w 1921 roku porzucił karierę wojskową (przeszedł do rezerwy) i zajął się majątkiem rodzinnym – Kamieniem Śląskim. Jako oficer rezerwy brał jednak udział w ćwiczeniach 7. Pułku Kawalerii, a w latach 30 XX w. 2 Pułku Pancernego.
W stopniu kapitana brał udział w kampanii wrześniowej w 1939 w czasie najazdu Niemiec na Polskę. Potem walczył na froncie w czasie najazdu na Francję i ZSRR. W czasie II wojny światowej uzyskał przydomki Der Panzergraf (Pancerny Hrabia) dowodził pododdziałami czołgów w formacjach o nazwie Dywizji Großdeutschland i 16 Dywizji Pancernej
Od 1932 należał do NSDAP (nr legitymacji 1405562). 17 kwietnia 1933 wstąpił do SS (nr legitymacji 82857), gdzie uzyskał stopień generała Waffen-SS. Heinrich Himmler wypowiadał się o nim jako o jednym z najlepszych i najbardziej zaufanych dowódców SS. W styczniu 1945 z polecenia Hitlera stworzył na terenie Kudowy-Zdroju (niem. Bad Kudowa) Panzerjäger Brigade składającą się z 3 batalionów niszczycieli czołgów i 8000 żołnierzy Wehrmachtu i SS. W Kudowie spotkał się z gauleiterem Fritzem Brachtem oraz rodziną junkrów von Mutius. Następnie przedarł się przez Czechy i oddał w ręce wojsk amerykańskich na terenie Bawarii.

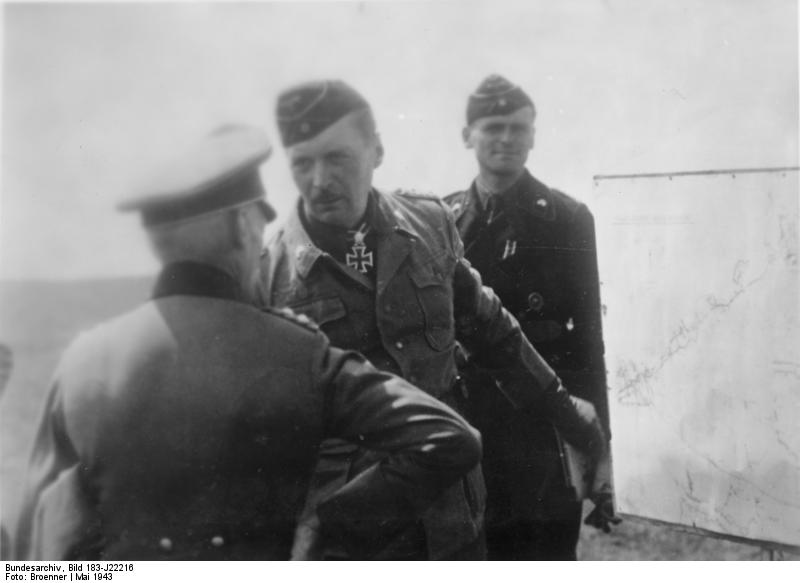
Hyazinth Graf von Strachwitz, maj 1943

Po krótkim okresie tzw. denazyfikacji (2 lata był więziony w obozach aliantów) został skierowany do Syrii jako doradca tamtejszych sił zbrojnych. W 1951 powrócił do Niemiec Zachodnich. Zamieszkał w posiadłości w Winkl / Grabenstätt w Bawarii.
Utytułowany i otoczony sławą bojową dowódca zmarł w 1968 roku w Bawarii.

## Odznaczenia
- Krzyż Żelazny II i I klasy (1914),
- Śląski Order Orła II i I klasy,
- Krzyż Honorowy Frontowców (1921),
- Złota Niemiecka Odznaka Sportowa, (1941),
- Order Korony Rumunii (1941),
- Medal za Kampanię Zimową na Wschodzie 1941/1942 (sierpień 1942)[2]
- Krzyż Niemiecki złoty (29 maja 1943),
- Złota Odznaka za Rany (1943),
- Złota Odznaka za walki pancerne z liczbą 100 (1943),
- Krzyż Rycerski Krzyża Żelaznego z Liśćmi Dębowymi i mieczami,
  - Krzyż Rycerski (25 sierpnia 1941),
  - 144 Liście Dębu (13 listopada 1942),
  - 27 Miecze (28 marca 1943),
  - 11 Brylanty (15 kwietnia 1944)